# Новокостянтинівка (Роздільнянський район)
Новокостянти́нівка — село в Україні, у Степанівській сільській громаді Роздільнянського району Одеської області. Населення становить 344 особи.

## Історія
В 1887 році на хуторі Ново-Костянтинівка Ново-Петрівської волості Тираспольського повіту Херсонської губернії мешкало 120 чоловіків та 106 жінок.
У 1896 році в селищі Ново-Костянтинівка Ново-Петровської волості Тираспольського повіту Херсонської губернії при Вовчій балці, було 45 дворів, у яких мешкало 367 людей (180 чоловік і 187 жінок). В населеному пункті була корчма.
На 1 січня 1906 року в селищі Ново-Костянтинівка Новопетрівської волості Тираспольського повіту Херсонської губернії, яке розташоване в долині з правої сторони балки Мигаєвої, були десятинники на землях барона Клодта фон-Юргенсбурга; проживали малороси; існували колодязі та став; 65 дворів, в яких мешкало 426 людей (218 чоловіків і 208 жінок). 
В 1916 році у селищі Костянтинівка Новопетрівської волості Тираспольського повіту Херсонської губернії, мешкало 268 людей (109 чоловіків і 159 жінок).
Станом на 28 серпня 1920 р. в селищі Костянтинівка Новопетрівської (Савицької) волості Тираспольського повіту Одеської губернії, було 65 домогосподарства. Для 64 домогосподарів рідною мовою була українська, 1 — не вказали. В селищі 352 людини наявного населення (159 чоловіків і 193 жінки). Родина домогосподаря: 152 чоловіка та 183 жінки (родичів: 5 і 10 відповідно; мешканці та інші: 2 чоловіків). Тимчасово відсутні: солдати Червоної Армії — 11 чоловіків.
Станом на 1 травня 1967 року у селі знаходився господарський центр колгоспу «Правда».

## Населення
Згідно з переписом УРСР 1989 року чисельність наявного населення села становила 338 осіб, з яких 147 чоловіків та 191 жінка.
За переписом населення України 2001 року в селі мешкало 346 осіб.

### Мова
Розподіл населення за рідною мовою за даними перепису 2001 року:
| Мова       | Відсоток |
| ---------- | -------- |
| українська | 81,50 %  |
| російська  | 11,56 %  |
| молдовська | 4,91 %   |
| білоруська | 2,02 %   |